# Sportåret 1973

## Händelser

### Allmänt
- Amerikanska softbollförbundet och Internationella bandyförbundet börjar diskutera ett spridningsförsök av bandy- och softbollsporterna.[1]

### Amerikansk fotboll
- Miami Dolphins besegrar Washington Redskins med 14 – 7 i Super Bowl VII.  (Final för 1972).

#### NFL:s slutspel för 1973

##### NFC (National Football Conference)
- Dallas Cowboys besegrar  Los Angeles Rams med 27 - 17
- Minnesota Vikings besegrar Washington Redskins med 27 - 20
  - Minnesota Vikings besegrar Dallas Cowboys med 27 - 10 i NFC-finalen

##### AFC (American Football Conference)
- Oakland Raiders besegrar Pittsburgh Steelers med 33 - 14
- Miami Dolphins besegrar Cincinnati Bengals med 34 – 16
  - Miami Dolphins besegrar Oakland Raiders med 27 - 10 i AFC-finalen

### Bandy
- 22 februari - Nederländerna inträder i Internationella bandyförbundet.[2]
- 24 februari -  Sovjet vinner världsmästerskapet i Sovjet före Sverige och Finland.[3]
- 10 mars - IK Göta vinner den första SM-finalen i bandy för damer genom att besegra Katrineholms SK med 9–6 på Rocklunda IP i Västerås.[4]
- 18 mars - Västerås SK blir svenska mästare för herrar genom att i finalen besegra Örebro SK med 4–1 på Söderstadion i Stockholm.[5][6]

### Baseboll
- 21 oktober - American League-mästarna Oakland Athletics vinner World Series med 4-3 i matcher över National League-mästarna New York Mets.[7]

### Basket
- 6 april - Island spelar sin första officiella herrlandskamp i basket, då man i Bærum utklassas av Sverige med 15-112 under nordiska mästerskapet.[8]
- 10 maj - Los Angeles Lakers vinner NBA-finalserien mot Los Angeles Lakers.[9]
- 6 oktober - Jugoslavien vinner herrarnas Europamästerskap genom att finalslå Spanien med 78-67 i Barcelona.[10]
- Solna IF blir svenska mästare för herrar.
- KFUM Söder, Stockholm blir svenska mästare för damer.

### Curling
- Sverige blir världsmästare före Kanada och Frankrike.

### Cykel
- Felice Gimondi, Italien vinner landsvägsloppet vid VM
- Eddy Merckx, Belgien vinner Giro d'Italia för fjärde gången
- Luis Ocaña, Spanien vinner Tour de France
- Eddy Merckx, Belgien vinner Vuelta a España

### Fotboll
- 5 maj - Sunderland FC vinner FA-cupfinalen mot Leeds United AFC med 1-0 på Wembley Stadium.[11]
- 10 maj - Liverpool FC vinner UEFA-cupen genom att besegra Borussia Mönchengladbach i finalerna.[12]
- 16 maj - AC Milan vinner Europeiska cupvinnarcupen genom att besegra Leeds United AFC med 1–0 i finalen på Kaftanzoglio i Thessaloniki.[12]
- 31 maj – Malmö FF vinner Svenska cupen genom att finalslå Åtvidabergs FF med 7-0 i Jönköping.[13]
- 25 augusti - Finland spelar sin första officiella damlandskamp i fotboll, då man i Mariehamn spelar 0-0 mot Sverige.[14]
- 30 maj - AFC Ajax vinner för tredje säsongen i rad Europacupen för mästarlag, genom att besegra Juventus med 1–0 i finalen på Stadion Crvena Zvezda i Belgrad.[12]
- Okänt datum – Sunderland AFC vinner FA-cupen genom att i finalen besegra Leeds United FC med 1-0.
- Okänt datum – Johan Cruyff, Nederländerna, utses till Årets spelare i Europa.
- Okänt datum – Pelé, Brasilien, utses till Årets spelare i Sydamerika.
- Okänt datum – Tshimimu Bwanga, Zaire, utses till Årets spelare i Afrika.

#### Ligasegrare / resp. lands mästare
- Belgien - Club Brugge
- England - Liverpool FC
- Frankrike - FC Nantes Atlantique
- Italien - Juventus FC
- Nederländerna – AFC Ajax
- Portugal – Sporting Lissabon
- Skottland - Celtic FC
- Spanien - Atletico Madrid
- Sverige - Åtvidabergs FF
- Västtyskland - FC Bayern München

### Friidrott
- 31 december - Víctor Mora, Colombia vinner Sylvesterloppet i São Paulo.[15]
- Jon Anderson, USA vinner herrklassen vid Boston Marathon.[16] medan Jacqueline Hansen, USA vinner damklassen.[17]

- Vid europeiska mästerskapen inomhus nås följande svenska resultat:
  - Höjd, herrar - 5. Jan Dahlgren
  - Kula, herrar - 5. Ricky Bruch

### Handboll
- 15 december - Sovjet blir damvärldsmästare genom att finalbesegra Rumänien med 16-11 i Belgrad.[18]
- IF Saab blir svenska mästare för herrar och Borlänge HK blir svenska mästare för damer.

### Golf

#### Herrar
- The Masters vinns av Tommy Aaron, USA
- US Open vinns av Johnny Miller, USA
- British Open vinns av Tom Weiskopf, USA
- PGA Championship vinns av Jack Nicklaus, USA
- Mest vunna vinstpengar på PGA-touren: Jack Nicklaus, USA med $308 362

##### Ryder Cup
- USA besegrar Storbritannien och Eire med 19 - 13

#### Damer
- US Womens Open – Susie Berning, USA
- LPGA Championship – Mary Mills, USA
- Mest vunna vinstpengar på LPGA-touren: Kathy Whitworth, USA med $82 854

### Ishockey
- 8 mars - Svenska mästare blir Leksands IF genom serieseger före Södertälje SK och Västra Frölunda HC.[19]
- 15 april - Sovjet vinner världsmästerskapet i Moskva före Sverige och Tjeckoslovakien.[20]
- 10 maj - Stanley Cup vinns av Montreal Canadiens som besegrar Chicago Blackhawks med 4 matcher mot 2 i slutspelet.[21]
- 22 september - Ove Rainer efterträder Helge Berglund som ordförande för Svenska Ishockeyförbundet.[22]
- 21 december - Sovjet vinner Izvestijaturneringen i Moskva före Tjeckoslovakien och Finland.[23]

### Konståkning

#### VM
- Herrar – Ondrej Nepela, Tjeckoslovakien
- Damer – Karen Magnussen, Kanada
- Paråkning – Irina Rodnina & Aleksandr Zaitsev, Sovjetunionen
- Isdans - Ljudmila Pachomova & Aleksandr Gorsjkov, Sovjetunionen

#### EM
- Herrar – Ondrej Nepela, Tjeckoslovakien
- Damer – Christine Errath, DDR
- Paråkning – Irina Rodnina & Aleksandr Zaitsev, Sovjetunionen
- Isdans - Ljudmila Pachomova & Aleksandr Gorsjkov, Sovjetunionen

### Motorsport

#### Formel 1
- 1 juli - Ronnie Peterson vinner sin första F1-seger vid Frankrikes Grand Prix.
- 7 oktober - Världsmästare blir Jackie Stewart, Storbritannien.

#### Motocross
- Håkan Andersson, Sverige blir världsmästare i 250cc-klassen.

#### Roadracing
- Kent Andersson, Sverige blir världsmästare i 125cc-klassen.

#### Sportvagnsracing
- Den franska biltillverkaren Matra vinner sportvagns-VM.
- Fransmännen Henri Pescarolo och Gérard Larrousse vinner Le Mans 24-timmars med en Matra-Simca MS670B.

### Simning
- Vid världsmästerskapen i simning på lång bana uppnås följande svenska resultat:
  - 400 m frisim, herrar – 3. Bengt Gingsjö
  - 200 m individuell medley, herrar – 1. Gunnar Larsson
  - 3-meters svikt, damer – 2. Ulrika Knape

### Skidor, alpint

#### Herrar

##### Världscupen
- Totalsegrare: Gustavo Thöni, Italien
- Slalom: Gustavo Thöni, Italien
- Storslalom: Hansi Hinterseer, Österrike
- Störtlopp: Roland Collombin, Schweiz

##### SM
- - Slalom vinns av Stefan Sollander, Östersund-Frösö SLK. Lagtävlingen vinns av Tärna IK Fjällvinden.
  - Storslalom vinns av Anders Hansson, Åre SLK. Lagtävlingen vinns av Åre SLK.
  - Störtlopp vinns av Manni Thofte, AIK. Lagtävlingen vinns av Östersund-Frösö SLK.

#### Damer

##### Världscupen
- Totalsegrare: Annemarie Moser-Pröll, Österrike
- Slalom: Patricia Emonet, Frankrike
- Storslalom: Monika Kaserer, Österrike
- Störtlopp: Annemarie Moser-Pröll, Österrike

##### SM
- Slalom vinns av Lillian Nilsson, Tärna IK Fjällvinden. Lagtävlingen vinns av Tärna IK Fjällvinden.
- Storslalom vinns av Lena Sollander, Östersund-Frösö SLK. Lagtävlingen vinns av Östersund-Frösö SLK.
- Störtlopp vinns av Ingegerd Fränberg, IFK Lidingö. Lagtävlingen vinns av Östersund-Frösö SLK.

### Skidor, längdåkning

#### Herrar
- 4 mars - Pauli Siitonen, Finland vinner Vasaloppet.[24]

##### SM
- 15 km vinns av Thomas Magnuson, Delsbo IF. Lagtävlingen vinns av IFK Mora lag 1.
- 30 km vinns av Lars-Arne Bölling, IFK Mora. Lagtävlingen vinns av IFK Mora.
- 50 km vinns av Thomas Magnuson, Delsbo IF. Lagtävlingen vinns av IFK Mora.
- Stafett 3 x 10 km vinns av IFK Mora lag 1 med laget  Hans-Erik Larsson, Bjarne Andersson och Lars-Arne Bölling.

#### Damer

##### SM
- 5 km vinns av Eva Ohlsson, Delsbo IF. Lagtävlingen vinns av Delsbo IF.
- 10 km vinns av Eva Ohlsson, Delsbo IF. Lagtävlingen vinns av Delsbo IF.
- Stafett 3 x 5 km vinns av Delsbo IF med laget  Margareta Hermansson, Gudrun Fröjdh och Eva Ohlsson .

### Skidskytte

#### VM
- Herrar 20 km
  - 1 Aleksandr Tichonov, Sovjetunionen
  - 2 Gennadij Kovaljev, Sovjetunionen
  - 3 Thor Svendsberget, Norge
- Stafett 4 x 7,5 km
  - 1 Sovjetunionen (Aleksandr Tichonov, Rinnat Safin, Jurij Kolmakov & Gennadij Kovaljev)
  - 2 Norge (Thor Svendsberget, Esten Gjelten, Ragnar Tveiten & Kjell Hovda)
  - 3 DDR (Dieter Speer, Manfred Geyer, Herbert Wiegand & Günther Bartnick)

### Tennis

#### Herrar

##### Tennisens Grand Slam
- - Australiska öppna - John Newcombe, Australien
  - Franska öppna - Ilie Năstase, Rumänien
  - Wimbledon - Jan Kodeš, Tjeckoslovakien
  - US Open - John Newcombe, Australien

##### Davis Cup
- 2 december - Australien vinner Davis Cup genom att finalbesegra USA med 5-0 i Cleveland.[25]

#### Damer

##### Tennisens Grand Slam
- - Australiska öppna - Margaret Smith Court, Australien
  - Franska öppna - Margaret Smith Court, Australien
  - Wimbledon - Billie Jean King, USA
  - US Open - Margaret Smith Court, Australien
- 6 maj - Australien vinner Federation Cup genom att finalbesegra Sydafrika med 3-0 i Bad Homburg.[26]

## Evenemang
- VM på cykel arrangeras i Barcelona, Spanien
- VM i ishockey arrangeras i Moskva i Sovjetunionen.
- VM i konståkning arrangeras i Bratislava, Tjeckoslovakien
- VM i simning på lång bana arrangeras i Belgrad, Jugoslavien
- VM i skidskytte arrangeras i Lake Placid, USA
- EM i konståkning arrangeras i Köln, Västtyskland
- VM i terränglöpning arrangeras för första gången.

## Födda
- 8 januari – Henning Solberg, norsk rallyförare.
- 13 januari – Nikolaj Chabibulin, rysk ishockeyspelare.
- 14 januari – Giancarlo Fisichella, italiensk racerförare.
- 15 januari – Kateřina Neumannová, tjeckisk längdskidåkare.
- 19 januari – Junxia Wang, kinesisk friidrottare.
- 23 januari – Thomas Holmström, svensk ishockeyspelare.
- 2 februari – Ike Ibeabuchi, nigeriansk boxare.
- 3 februari – Magnus Wernblom, svensk ishockeyspelare.
- 4 februari – Oscar de la Hoya, amerikansk boxare.
- 9 februari – Svetlana Boginskaja, rysk gymnast.
- 10 februari – Gunn-Rita Dahle, norsk cyklist.
- 11 februari – Mathias Fredriksson, svensk längdskidåkare
- 16 februari – Cathy Freeman, australisk friidrottare.
- 24 februari – Aleksej Kovaljov, rysk ishockeyspelare.
- 28 februari – Eric Lindros, kanadensisk ishockeyspelare.
- 1 mars – Anna Carin Olofsson, svensk längdåkare och skidskytt.
- 7 mars – Ray Parlour, engelsk fotbollsspelare.
- 13 mars – Edgar Davids, nederländsk fotbollsspelare.
- 19 mars – Magnus Hedman, svensk fotbollsspelare.
- 23 mars – Jerzy Dudek, polsk fotbollsspelare.
- 25 mars – Michaela Dorfmeister, österrikisk alpin skidåkare.
- 26 mars – Sébastien Charpentier, fransk roadracingförare.
- 29 mars
  - Marc Overmars, nederländsk fotbollsspelare.
  - Johan Pettersson, svensk handbollsspelare.
- 30 mars – Jan Koller, tjeckisk fotbollsspelare.
- 7 april – Carole Montillet, fransk alpin skidåkare.
- 8 april – Patrik Isaksson, svensk simmare.
- 10 april – Roberto Carlos, brasiliansk fotbollsspelare
- 13 april – Nicolas Jalabert, fransk cyklist.
- 15 april – Teddy Lucic, svensk fotbollsspelare.
- 18 april – Haile Gebrselassie, etiopisk friidrottare.
- 26 april – Stephanie Graf, österrikisk friidrottare.
- 4 maj
  - Malin Andersson, svensk fotbollsspelare.
  - Katrin Apel, tysk skidskytt.
- 5 maj – Johan Hedberg, svensk ishockeyspelare, målvakt.
- 7 maj – Paolo Savoldelli, italiensk cyklist.
- 9 maj – Tegla Loroupe, etiopisk friidrottare.
- 19 maj – Andreas Johansson, svensk ishockeyspelare.
- 24 maj – Vladimir Šmicer, tjeckisk fotbollsspelare.
- 29 maj – Fredrik Norrena, finländsk hockeymålvakt, spelar i Linköpings HC.
- 12 juni – Daron Rahlves, amerikansk alpin skidåkare.
- 18 juni – Alexandra Meissnitzer, österrikisk alpin skidåkare.
- 24 juni – Jere Lehtinen, finländsk ishockeyspelare.
- 5 juli – Marcus Allbäck, svensk fotbollsspelare.
- 7 juni – Mile Dimov, makedonsk fotbollsspelare.
- 11 juli – Konstantinos Kenteris, grekisk friidrottare.
- 12 juli – Christian Vieri, italiensk fotbollsspelare.
- 16 juli – Stefano Garzelli, italiensk cyklist.
- 20 juli – Peter Forsberg, svensk ishockeyspelare.
- 23 juli – Gunn Margit Andreassen, norsk skidskytt.
- 24 juli – Mika Niskanen, finländsk ishockeyspelare.
- 30 juli – Markus Näslund, svensk ishockeyspelare.
- 9 augusti – Filippo Inzaghi, italiensk fotbollsspelare.
- 12 augusti – Joseba Beloki, spansk cyklist.
- 21 augusti
  - Heather Moody, amerikansk vattenpolospelare.
  - Nikolaj Valujev, rysk tungviktsboxare.
- 22 augusti – Okkert Brits, sydafrikansk friidrottare.
- 24 augusti – Inge de Bruin, nederländsk simmare.
- 27 augusti – Dietmar Hamann, tysk fotbollsspelare.
- 4 september – Magnus Johansson, svensk ishockeyspelare.
- 6 september – Greg Rusedski, kanadensisk-brittisk tennisspelare.
- 9 september – Frode Andresen, norsk skidskytt.
- 12 september – Martina Ertl-Renz, tysk alpin skidåkare.
- 13 september
  - Christine Arron, fransk friidrottare.
  - Fabio Cannavaro, italiensk fotbollsspelare.
- 16 september – Aleksandr Vinokurov, kazakisk cyklist.
- 19 september – Cristiano da Matta, brasiliansk racerförare.
- 23 september – Artim Sakiri, makedonsk fotbollsspelare.
- 3 oktober – Ljubomir Vranjes, svensk handbollsspelare.
- 7 oktober
  - Dida, eg. Nelson de Jesus Silva, brasiliansk fotbollsspelare.
  - Sami Hyypiä, finländsk fotbollsspelare.
- 15 oktober – Maria Hjort, svensk professionell golfspelare.
- 22 oktober – Ichiro Suzuki, japansk basebollspelare.
- 5 november – Aleksej Jasjin, rysk ishockeyspelare.
- 12 november
  - Ibrahim Ba, fransk fotbollsspelare.
  - Egil Gjelland, norsk skidskytt.
- 22 november – Cassie Campbell, kanadensisk ishockeyspelare.
- 29 november – Ryan Giggs, brittisk fotbollsspelare.
- 2 december
  - Monica Seles, amerikansk tennisspelare.
  - Jan Ullrich, tysk cyklist.
- 15 december – Surya Bonaly, fransk-amerikansk konståkare.
- 17 december – Paula Radcliffe, brittisk friidrottare.
- 23 december – Daniel Chopra, svensk golfspelare.
- 27 december – Sophie Gustafson, svensk golfspelare.
- 30 december – Ato Boldon, friidrottare från Trinidad och Tobago.

## Avlidna
- 23 januari – Jean Chaland, 91, fransk ishockeyspelare.
- 14 februari – Evert "Västervik" Nilsson, 78, svensk friidrottare.
- 20 april – Eddie Hapgood, 64, engelsk fotbollsspelare och -tränare.
- 2 oktober – Paavo Nurmi, 76, finländsk friidrottare.
- 6 oktober – François Cevert, 29, fransk racerförare.
- 25 oktober – Abebe Bikila, 41, etiopisk friidrottare.
- 4 december – Lauri Lehtinen, 65, finländsk friidrottare.

### Fotnoter
1. ↑  ”Bandytipset”. http://www.geocities.com/Colosseum/Track/2049/English/USA.html. Läst 1 september 2011.
2. ↑  ”FIB History” (på engelska). International Bandy Federation. https://www.worldbandy.com/about-fib/. Läst 20 augusti 2011.
3. ↑  ”World Championships 1972/73” (på engelska). Bandysidan. http://www.bandysidan.nu/event.php?EVID=81. Läst 20 augusti 2011.
4. ↑  Erik Jonsson (10 mars 1973). ”1973–1979”. Svenska bandyförbundet. https://www.svenskbandy.se/BANDYFINALEN/HISTORIK/Svenskamastare/Damer/1973-1979/. Läst 24 mars 2018.
5. ↑  Erik Jonsson (15 mars 1970). ”1970–1979”. Svenska Bandyförbundet. https://www.svenskbandy.se/BANDYFINALEN/HISTORIK/Svenskamastare/Herrar/1970-1979/. Läst 18 mars 2020.
6. ↑  ”Västerås Sportklubbs SM-finaler i bandy”. VSK Forum. http://www.vskforum.com/vsk.nu/SM-finallag.html. Läst 21 juli 2011.
7. ↑  ”1973 World Series” (på engelska). Baseball-Reference.com. http://www.baseball-reference.com/postseason/1973_WS.shtml. Läst 10 juli 2015.
8. ↑  ”Körfuknattleikssamband Íslands”. Arkiverad från originalet den 29 januari 2010. https://web.archive.org/web/20100129101203/http://kki.is/landslid.asp?adgerd=urslit&lid=alidkvenna. Läst 20 augusti 2011.
9. ↑  ”Basketball Reference”. http://www.basketball-reference.com/leagues/NBA_1973_games.html. Läst 25 augusti 2011.
10. ↑  ”Sport Statistics”. Arkiverad från originalet den 18 juni 2011. https://web.archive.org/web/20110618003558/http://www.todor66.com/basketball/Europe/Men_1973.html. Läst 24 augusti 2011.
11. ↑  ”England FA Challenge Cup 1972-1973” (på engelska). RSSSF. http://www.rsssf.com/tablese/engcup1973.html. Läst 19 augusti 2012.
12. 1 2 3  ”European Competitions 1972-73” (på engelska). RSSSF. http://www.rsssf.com/ec/ec197273.html. Läst 16 augusti 2011.
13. ↑  Jimmy Lindahl (24 april 2005). ”Svenska cupen – finalmatcher”. Bolletinen. http://www.bolletinen.se/sfs/pdf/stat_h_allsvens_1941_2005_stat_herr_cupen_finalmatcher.pdf. Läst 21 augusti 2012.
14. ↑  ”Finland - Women International Matches”. http://www.rsssf.com/tablesf/fin-womintres.html. Läst 20 augusti 2011.
15. ↑  ”1970” (på portugisiska). Sylvesterloppet. Arkiverad från originalet den 1 mars 2014. https://web.archive.org/web/20140301024448/http://www.saosilvestre.com.br/1970. Läst 19 augusti 2012.
16. ↑  ”Boston Marathon”. Arkiverad från originalet den 27 april 2015. https://web.archive.org/web/20150427035419/http://www.baa.org/races/boston-marathon/boston-marathon-history/past-champions/past-mens-open-champions.aspx. Läst 9 april 2011.
17. ↑  ”Boston Marathon”. Arkiverad från originalet den 7 mars 2012. https://web.archive.org/web/20120307073943/http://www.baa.org/races/boston-marathon/boston-marathon-history/past-champions/past-womens-open-champions.aspx. Läst 9 april 2011.
18. ↑  ”Sport Statistics”. Arkiverad från originalet den 24 augusti 2011. https://web.archive.org/web/20110824171323/http://www.todor66.com/handball/World/Women_1973.html. Läst 23 augusti 2011.
19. ↑  ”Championnat de Suède 1972/73” (på franska). Hockey Archives. 8 mars 1973. https://www.hockeyarchives.info/Suede1973.htm. Läst 15 augusti 2011.
20. ↑  ”Championnats du monde 1973” (på franska). Hockey Archives. 15 april 1973. https://www.hockeyarchives.info/mondial1973.htm. Läst 15 augusti 2011.
21. ↑  ”NHL 1972/73” (på franska). Hockey Archives. https://www.hockeyarchives.info/NHL1973.htm. Läst 23 mars 2020.
22. ↑  ”Presentation av Anders Larsson ny ordförande för Svenska Ishockeyförbundet”. Svenska Ishockeyförbundet. 17 juni 2015. https://www.swehockey.se/Nyheter/nyheterfransvenskaishockeyforbundet/2015/Juni2015/PresentationavAndersLarssonnyordforandeforSvenskaIshockeyforbundet. Läst 16 mars 2020.
23. ↑  ”Matches internationaux 1973/74” (på franska). Hockey Archives. 21 december 1973. https://www.hockeyarchives.info/inter1974.htm. Läst 20 augusti 2012.
24. ↑  ”Historiska segrare”. Vasaloppet. Arkiverad från originalet den 22 mars 2020. https://web.archive.org/web/20200322121012/https://www.vasaloppet.se/wp-content/uploads/sites/1/2019/09/historiska_segrare_vasaloppet_sve_2019-09-18.pdf. Läst 5 september 2011.
25. ↑  ”Davis Cup”. http://www.daviscup.com/en/results/tie/details.aspx?tieId=10000746. Läst 20 augusti 2011.
26. ↑  ”Fed Cup”. Arkiverad från originalet den 24 mars 2012. https://web.archive.org/web/20120324132856/http://www.fedcup.com/en/results/tie/details.aspx?tieId=20004265. Läst 21 augusti 2011.